# Stauffenberg-Erinnerungsstätte im Stuttgarter Alten Schloss

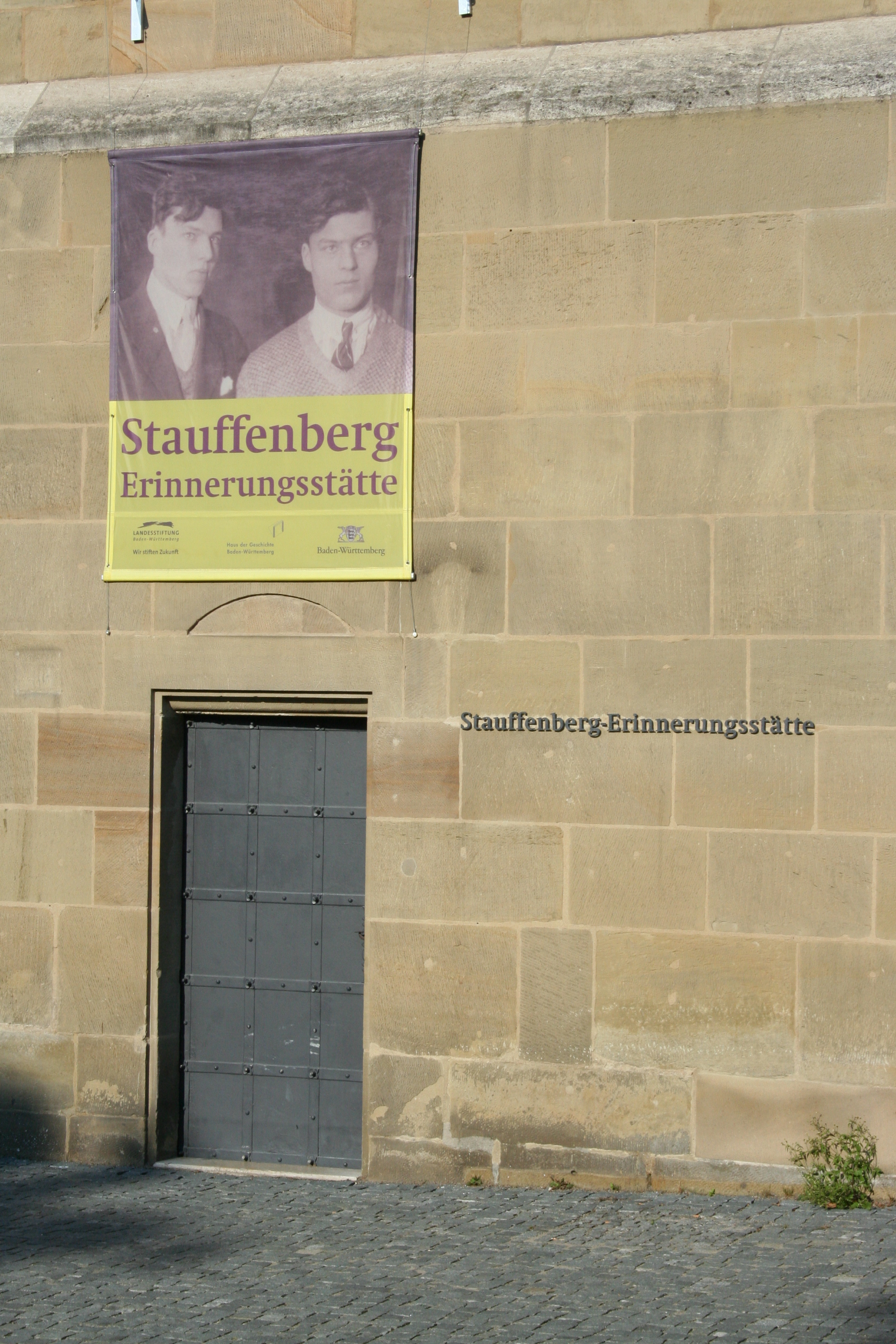
Eingang der Stauffenberg-Erinnerungsstätte

Die Stauffenberg-Erinnerungsstätte im Stuttgarter Alten Schloss ist dem Hitler-Attentäter Claus Schenk Graf von Stauffenberg und seinem Bruder und Mitverschwörer Berthold gewidmet. Die Ausstellung wurde vom damaligen baden-württembergischen Staatsminister Christoph Palmer initiiert und vom Haus der Geschichte Baden-Württemberg im Auftrag der Landesstiftung Baden-Württemberg konzipiert und realisiert.

## Institution
Am 15. November 2006, dem 99. Geburtstag Claus Graf Stauffenbergs, eröffnete Ministerpräsident Günther Oettinger in Anwesenheit von Bundespräsident a. D. Richard von Weizsäcker, Herbert Moser, Geschäftsführer der Landesstiftung Baden-Württemberg, Oberbürgermeister Wolfgang Schuster, Thomas Schnabel, Leiter des Hauses der Geschichte Baden-Württemberg, und Ausstellungsleiterin Dr. Paula Lutum-Lenger die Erinnerungsstätte für die Brüder Stauffenberg im Stuttgarter Alten Schloss.
Die Stauffenberg Gesellschaft Baden-Württemberg e.V. unterstützt in ihrem Wirken die Erinnerungsstätte, zum Beispiel durch Vortragsreihen,  wissenschaftliche Publikationen oder Ankäufe von Exponaten. Ihr stehen Wolfgang Schneiderhan (Vorsitzender) und Christoph Palmer (stellvertretender Vorsitzender) vor.

## Die Ausstellung
Die Ausstellung zeigt die Lebenswege von Hitler-Attentäter Claus Schenk Graf von Stauffenberg und dessen Bruder und Mitverschwörer Berthold: von der behüteten Jugend in Stuttgart, über von Pflichtbewusstsein gekennzeichnete Karrieren im Staatsdienst, bis zum Widerstand gegen das Dritte Reich unter Einsatz des eigenen Lebens.
Die Ausstellung des Hauses der Geschichte ist bislang die einzige Ausstellung bundesweit, die ausschließlich an die beiden Stauffenbergs und deren Beitrag zum Widerstand erinnert.
Ab Mai 2019 war die Stauffenberg-Erinnerungsstätte wegen Umbauarbeiten im Alten Schloss geschlossen; stattdessen war von Juli 2019 an die Ausstellung „Attentat. Stauffenberg“ im Haus der Geschichte Baden-Württemberg zu sehen. Am 20. November 2022 wurde die Stauffenberg-Erinnerungsstätte im Stuttgarter Alten Schloss wieder geöffnet, wobei das Haus der Geschichte BW ein neues, interaktives Konzept erarbeitet hatte. Ein neuer, eigener Ausstellungsbereich nimmt den vielschichtigen Prozess des Erinnerns an das Attentat und Stauffenberg selbst in den Blick und betrachtet die widerstreitenden historischen Deutungen und Geschichtsbilder in Deutschland sowie in anderen Ländern.
Im Rahmen der Ausstellung werden außerdem regelmäßig Workshops zur Geschichtsvermittlung für Schüler angeboten. Der Schwerpunkt liegt hierbei auf Stauffenbergs Lebensgeschichte und weiteren Widerstandsgeschichten in Stuttgart.